# Opucha
Opucha – opuszka,  w dawnej Polsce wykończenie (bramowanie) brzegów sukni, ubrania kosztownym futrem. Pojawia się w przysłowiu:" Opucha droższa kożucha".